# Fulvio Balatti
Fulvio Balatti (Mandello del Lario, 3 gennaio 1938 – Mandello del Lario, 27 ottobre 2001) è stato un canottiere italiano, medaglia di bronzo nel quattro con ai Giochi olimpici di Roma 1960.

## Biografia
L'equipaggio del quattro con, con cui vinse la medaglia olimpica a Roma 1960, era composto anche da Romano Sgheiz, Franco Trincavelli, Giovanni Zucchi e Ivo Stefanoni (timoniere).
Ai Giochi del Mediterraneo di Napoli 1963 vinse la medaglia d'oro assieme ai connazionali Giovanni Zucchi, Luciano Sgheiz e Romano Sgheiz.
Vincitore in carriera anche di quattro medaglie agli europei.

## Palmarès
| Anno | Manifestazione          | Sede       | Evento  | Risultato | Note  |
| ---- | ----------------------- | ---------- | ------- | --------- | ----- |
| 1958 | Campionati europei      | Poznań     | Otto    | Oro       | [ 2 ] |
| 1960 | Giochi olimpici         | Roma       | 4 con   | Bronzo    |       |
| 1961 | Campionati europei      | Praga      | Otto    | Oro       | [ 2 ] |
| 1963 | Campionati europei      | Copenaghen | 4 senza | Argento   | [ 2 ] |
| 1963 | Giochi del Mediterraneo | Napoli     | 4 senza | Oro       | [ 1 ] |
| 1964 | Campionati europei      | Amsterdam  | 4 senza | Bronzo    | [ 2 ] |